# Vanuatu na Mistrzostwach Świata w Lekkoatletyce 2022
Vanuatu na Mistrzostwach Świata w Lekkoatletyce 2022 – reprezentacja Vanuatu podczas mistrzostw świata w Eugene liczyła jednego zawodnika zawodnika.

## Skład reprezentacji

### Mężczyźni
| Zawodnik        | Konkurencja   | Eliminacje | Eliminacje | Półfinał | Półfinał | Finał | Finał   | Źródło |
| Zawodnik        | Konkurencja   | Wynik      | Pozycja    | Wynik    | Pozycja  | Wynik | Pozycja | Źródło |
| --------------- | ------------- | ---------- | ---------- | -------- | -------- | ----- | ------- | ------ |
| Obediah Timbaci | bieg na 400 m | 53.32      | 41.        | NQ       | NQ       | NQ    | NQ      | [ 1 ]  |